# 激情型カフネ/ラピスラズリ
「激情型カフネ／ラピスラズリ」（げきじょうがたカフネ／ラピスラズリ）は、2018年3月21日にBeingから発売されたVALSHEの11枚目のシングル。

## 解説
- 「激情型カフネ」はデジタルロックサウンドに、VALSHEの新たな試みとして「和」のテイストを加えた[1][2]。
- 「ラピスラズリ」はゲーム内のキーワードである「青空」をイメージし、切ない気持ちを歌ったラブソング[1][2]。

## 収録曲

### カフネ盤・通常盤
1. 激情型カフネ
作詞・作曲：VALSHE　編曲：齋藤真也
TBS系｢オー!!マイ神様!!｣3月度エンディングテーマ
2. ラピスラズリ
作詞・作曲：VALSHE　編曲：Hijiri Anze
PCゲーム「マジェスティック☆マジョリカル」エンディングテーマ[1][2]
3. EXECUTOR
作詞・作曲・編曲：doriko

### ラピス盤
1. ラピスラズリ
2. 激情型カフネ
3. EXECUTOR

### DVD
カフネ盤
1. 「激情型カフネ」Music Video
2. Making of 「激情型カフネ」

ラピス盤
1. 「ラピスラズリ」Music Video
2. 激笑型VALSHE